# Khairabad
Khairabad ist eine Stadt im indischen Bundesstaat Uttar Pradesh.
Die Stadt ist Teil des Distrikts Sitapur. Khairabad hat den Status eines Nagar Palika Parishad. Die Stadt ist in 25 Wards gegliedert. Sie hatte am Stichtag der Volkszählung 2011 insgesamt 48.538 Einwohner, von denen 25.325 Männer und 23.213 Frauen waren. Muslimen bilden mit einem Anteil von über 70 % die größte Gruppe der Bevölkerung in der Stadt gefolgt von Hindus mit über 28 %. Die Alphabetisierungsrate lag 2011 bei 64,98 % und damit deutlich unter dem nationalen Durchschnitt.